# 3482 Lesnaya
A 3482 Lesnaya (ideiglenes jelöléssel 1975 VY4) a Naprendszer kisbolygóövében található aszteroida. Tamara Mihajlovna Szmirnova fedezte fel 1975. november 2-án.